# Salamis (Insel)
Salamis (altgriechisch und Katharevousa Σαλαμίς, neugriechisch Σαλαμίνα Salamina (f. sg.), auch Koulouri ‚Kringel‘ – nach der Gestalt der Insel) ist eine Insel im Saronischen Golf, einem Seitenarm der Ägäis. Sie liegt nur zwei Kilometer entfernt von der Küste von Piräus, dem Hafen Athens und ist Teil der gleichnamigen Gemeinde der Region Attika. Die Gemeinde wurde bei der Verwaltungsreform 2010 aus den Gemeinden Salamina und Ambelakia gebildet, die 1997 aus der Fusion kleinerer Gemeinden entstanden waren.
Salamis ist bekannt durch die Seeschlacht von Salamis im Jahre 480 v. Chr., die Teil der Perserkriege war und in der die griechische Flotte des Themistokles die des persischen Königs Xerxes I. besiegte. Auf Salamis liegt heute das Hauptquartier der Griechischen Militärflotte.

## Geografie
Salamis ist die größte Insel des Saronischen Golfs. Sie ist nahe der attischen Küste gelegen und trennt die Bucht von Eleusis fast vollständig vom Saronischen Golf ab. Die Küstenlänge beträgt 104 km, die Fläche der Insel 95 km²; der höchste Berg Mavrovouni ist 365 m hoch.
Die Insel ist felsig und bergig; südöstlich erhebt sich die Hochebene von Ginani. Im Süden ist sie mit Aleppo-Kiefern bewachsen und von häufigen Waldbränden gefährdet.
Die Insel Salamis ist Teil der gleichnamigen Gemeinde (griechisch δήμος Dimos), seit mit der Verwaltungsreform 2010 die früheren Gemeinden Salamina im Westen und die im Osten unmittelbar gegenüber Piräus gelegene kleinere Gemeinde Ambelakia zur Gemeinde Salamis zusammengeschlossen wurden.

## Mythologie und Geschichte

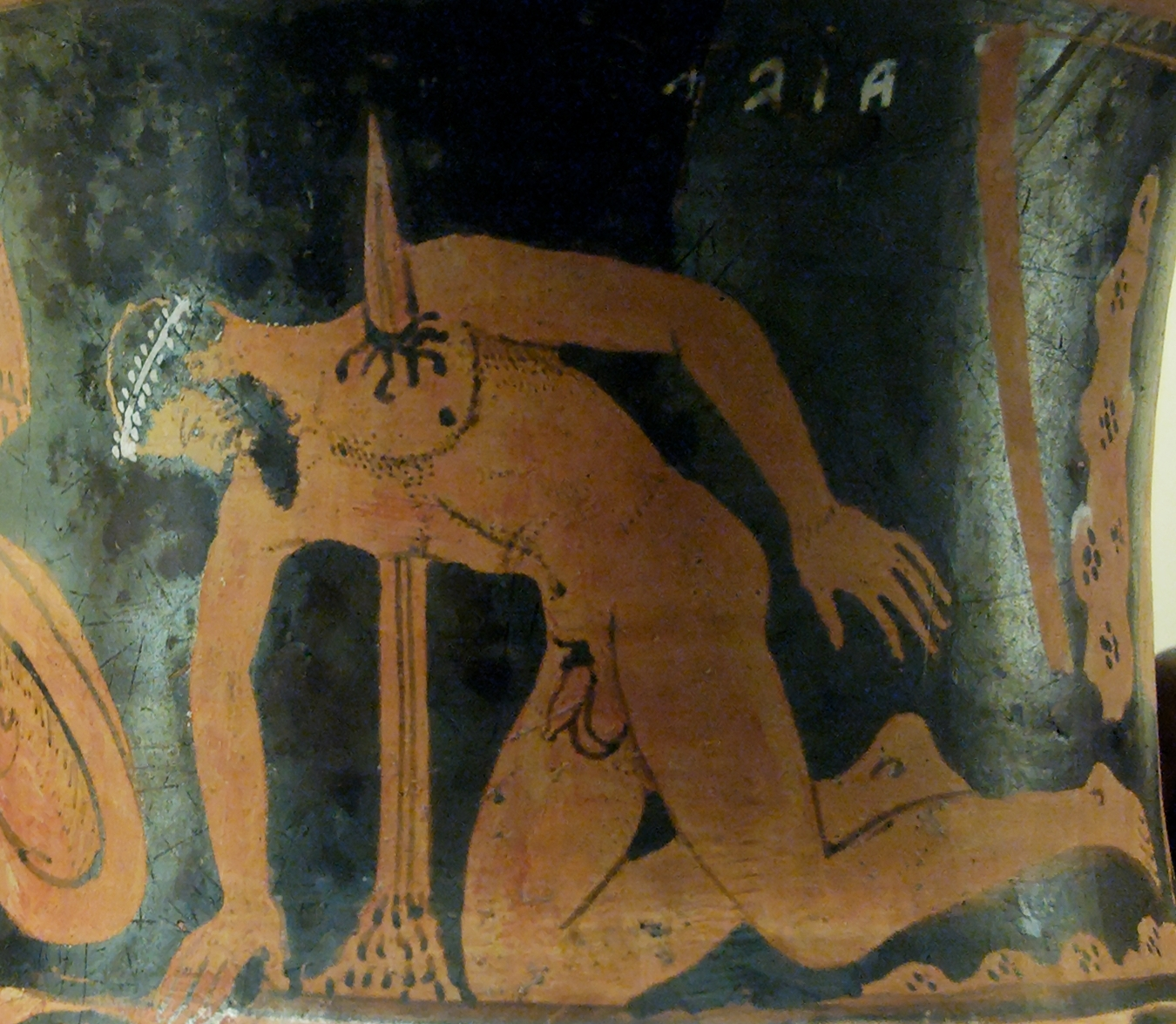
Der Selbstmord des Ajax.
Etruskischer rotfiguriger Kylixkrater aus Vulci, ca. 400–350 v. Chr.

Salamis trug ursprünglich den Namen Kychreia. Später soll sie nach der Nymphe Salamis benannt worden sein. Poseidon soll sich in Salamis verliebt und mit ihr Kychreus gezeugt haben, den schlangengestaltigen ersten König von Salamis.
Der nächste König Telamon heiratete die Tochter des Kychreus, Glauke, und nach deren Tod Eriboia (oder Periboia). Aus dieser Ehe stammte Ajax oder Aias, der Befehlshaber der zwölf Salaminer Schiffe im Trojanischen Krieg. Nach dem Trojanischen Krieg und dem Selbstmord des Ajax kehrte dessen Bruder Teukros mit dem Sohn des Ajax, Eurysakes, nach Salamis zurück. Sein Vater Telamon zürnte ihm, da er den Tod seines Bruders Ajax nicht gerächt hatte und verstieß ihn. Teukros ging nach Zypern, wo er eine neue Stadt gründete und nach seinem Geburtsort benannte (→ Salamis (Zypern)). Als er von Telamons Tod erfuhr, kehrte er nach Salamis zurück, wurde aber von Eurysakes vertrieben und ließ sich schließlich bei den Gallaekern im Nordwesten der Iberischen Halbinsel nieder. Die Akropolis von Kanakia, ein Fürstensitz aus Mykenischer Zeit, wurde im Südwesten der Insel entdeckt. In den Dunklen Jahrhunderten wurde der Palast verlassen und die Bevölkerung zog sich auf die sichere Hochebene von Ginani zurück.
Nach Strabo lag der antike Hauptort im Süden der Insel, in klassischer Zeit im Osten auf der Halbinsel Kamatero an der Straße von Salamis.
Die zuerst von Ägina besiedelte und später zu Megara gehörige Insel kam in der Folge des Kriegs zwischen Athen und Megara in der Zeit Solons um 600 v. Chr. zu Athen.
Berühmt gemacht hat die Insel die entscheidende Schlacht der Perserkriege, die Schlacht von Salamis am 27. oder 28. September 480 v. Chr., vor der die Bevölkerung Athens vor der Besetzung durch die Perser nach Salamis evakuiert worden war.

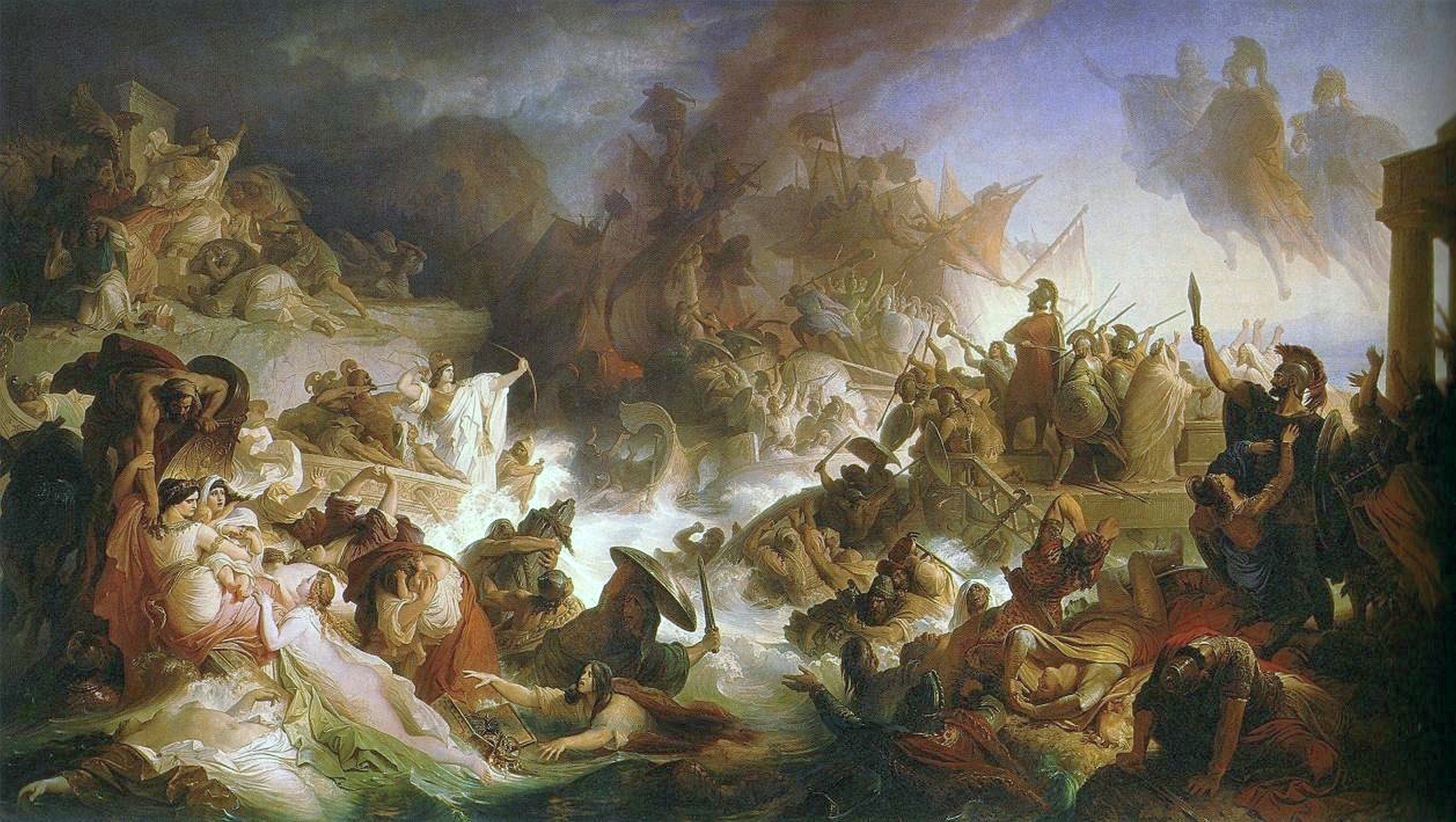
Wilhelm von Kaulbach: Die Seeschlacht bei Salamis, 1868

Die Schlacht von Salamis war über Jahrtausende ein faszinierendes Thema für Schriftsteller und Dramatiker. Der erste war Aischylos, der an der Seeschlacht selbst teilnahm und später dessen Geschichte in der Tragödie Die Perser verarbeitete. Sophokles wirkte als Halbwüchsiger an den Siegesfeiern mit, und Euripides soll am Tag der Schlacht auf Salamis geboren worden sein.
Von dem nach der Schlacht errichteten Tropaion finden sich am äußersten Ende des westlichen Kaps Kynosoura (auch Kap Varvari) nur noch Felsabarbeitungen für das Fundament und ein Kalksteinquader. Ein Bruchstück vom Kenotaph für die gefallenen Korinther mit Inschrift wurde bei Ambelakia gefunden und befindet sich im Nationalmuseum in Athen.
Im Sommer 479 kam es anlässlich der Besetzung Athens durch die Perser unter Mardonius nochmals zur Evakuierung der Athener Bevölkerung nach Salamis, bis der Sieg der Griechen bei Platää die Rückkehr ermöglichte.
Bei den Kämpfen des Peloponnesischen Krieges spielte die athenische Festung Boudouron auf Salamis zwei Mal eine wichtige Rolle: 429 v. Chr. hielt sie dem Ansturm des spartanischen Flottenführers Knemos stand, der Salamis überfallen hatte und auf Piräus vorstoßen wollte; 427 gelang den Athenern unter Nikias von Boudouron aus Vorstöße auf das Gebiet von Megara. 405 v. Chr. verwüstete der Spartaner Lysander während der Belagerung von Athen Salamis.
Der Kult des Königssohnes Ajax mit seinen Spielen (Aiánteia) ist noch bis in die römische Zeit belegt, ebenso der Besuch der Höhle, in der angeblich Euripides gelebt hat.
Im Jahr 318 v. Chr. fiel Salamis an Makedonien.
Während der Türkenherrschaft setzte im 16. Jahrhundert die Ansiedlung albanischer Volksgruppen ein, die bis ins 19. Jahrhundert andauerte. Noch Mitte des 20. Jahrhunderts waren die Mehrzahl der Einwohner Arvaniten.
Im Zuge der deutschen Besetzung Griechenlands im Zweiten Weltkrieg wurde der Hafen von der deutschen Luftwaffe am 23. April 1941 bombardiert; dabei wurden die griechischen Kriegsschiffe Kilkis und Lemnos versenkt. Vom September 1941 bis April 1943 war Salamis während des U-Boot Krieges im Mittelmeer Flottillenbasis erst der 23. U-Flottille und später der 29. U-Flottille der Kriegsmarine. Die Insel war deshalb wiederholtes Ziel alliierter Luftangriffe. Im September 1944 wurden die letzten deutschen U-Boote im Hafen von Salamis zerstört.
In den 1960er und 1970er Jahren wurde während der Griechischen Militärdiktatur die Parzellierung von Grundstücken zugelassen, was zu einer massiven planlosen und unregulierten Bebauung und Urbanisierung und zum Bau vieler Wochenendhäuser vor allem an der Nord- und Ostküste führte. Das Fehlen einer entsprechenden Infrastruktur sowie die Industrialisierung führte zur Verschmutzung von Meer und Stränden auf dieser Seite der Insel.

## Verwaltung und Politik

### Gliederung
Die Gemeinde Salamis gliedert sich in zwei Gemeindebezirke (die den Gemeinden bis 2010 entsprechen) und vier Stadtbezirke, die lokale Vertretungen wählen (sie entsprechen den vier Gemeinden der Insel, wie sie bis 1997 bestanden). Die Einwohnerzahlen stammen aus dem Ergebnis der Volkszählung 2011.
- Gemeindebezirk Ambelakia – Δημοτική Ενότητα Αμπελακίων – 7.507
  - Stadtbezirk Ambelakia – Δημοτική Κοινότητα Αμπελακίων – 4.998
    - Ambelakia – Αμπελάκια – 4.710
    - Kynosoura – Κυνοσούρα – 152
    - Spithari – Σπιθάρι – 136

  - Stadtbezirk Selinia – Δημοτική Κοινότητα Σεληνίων – 2.509
    - Atanandi – Αταλάντη (unbewohnte Insel)
    - Selinia – Σελήνια – 2.509
- Gemeindebezirk Salamis – Δημοτική Ενότητα Σαλαμίνας − 31.776
  - Stadtbezirk Eandio – Δημοτική Κοινότητα Αιαντείου – 5.888
    - Dimitrani – Δημήτρανι − 96
    - Eandio – Αιάντειο – 4.860
    - Kanakia – Κανάκια – 206
    - Insel Kanakia – Ν. Κανάκια (unbewohnte Insel)
    - Kolones – Κολώνες – 153
    - Maroudi – Μαρούδι – 141
    - Insel Pera – Ν. Πέρα (unbewohnte Insel)
    - Perani – Πέρανι (τ. το Περάνι) – 226
    - Peristeria – Περιστέρια – 206
    - Insel Peristeria – Ν. Περιστέρια (unbewohnte Insel)
    - Trinisa – Trimesa – Τρίνησα – Τρίμεσα (unbewohnte Inseln)

  - Stadtbezirk Salamis – Δημοτική Κοινότητα Σαλαμίνος − 25.888 Einwohner
    - Salamis (Σαλαμίνα) – 25.370, mit folgenden Stadtvierteln:
      - Alonia
      - Agios Minas
      - Agios Dimitrios
      - Agios Nikolaos
      - Boskos
      - Nea Salamina
      - Tsami
      - Vourkari

    - Agios Georgios – Άγιος Γεώργιος (unbewohnte Insel)
    - Arpidoni – Αρπιδόνι (unbewohnte Insel)
    - Batsi – Μπατσί – 235
    - Elliniko – Ελληνικό − 58
    - Leros – Λέρος (unbewohnte Insel)
    - Makronisos – Μακρόνησος (unbewohnte Insel)
    - Megalo Kyra – Μεγάλη Κυρά (unbewohnte Insel)
    - Mikri Kyra – Μικρή Κυρά (unbewohnte Insel)
    - Moni Kimiseos Theotokou Faneromenis – Μονή Κοιμήσεως Θεοτόκου Φανερωμένης − 27
    - Revythousa – Ρεβυθούσα (unbewohnte Insel)
    - Steno – Στενό – 198

### Bürgermeister
Bürgermeister ist seit Anfang 2011 Giannis Tsavaris.

## Städtepartnerschaft
Salamis unterhält eine Städtepartnerschaft mit dem zyprischen Famagusta (griechisch Αμμόχωστος Ammochostos).

## Wirtschaft und Infrastruktur
Zwar gibt es etwas Landwirtschaft, die Mehrzahl der Inselbewohner lebt jedoch von maritimen Tätigkeiten wie Fischfang, Fähren, Schiffbau oder pendelt nach Athen. Industrie ist im Nordosten beim Hafen Paloukia, bei den Werften von Ambelakia und der Nordseite der Halbinsel Kynosoura (griechisch Κυνοσούρα, „Hundeschwanz“) konzentriert.
Die starke Industrialisierung des Gebietes hat sich negativ auf die natürliche Schönheit der Insel ausgewirkt.
Dennoch ist die Insel ein beliebtes Ausflugs- und Wochenendziel der Einwohner von Athen und Piräus. Die Bevölkerungszahl vervielfacht sich dann. Die Insel verfügt über zahlreiche Restaurants, Ouzeria, Tavernen, Cafés und Bars. Der Dienstleistungssektor spielt daher eine erhebliche Rolle.

## Fährhäfen
Paloukia – Perama (Autofähre)
Faneromeni – Megara (Autofähre)
Paloukia – Piraeus (Personenfähre)
Selinia – Piraeus (Personenfähre)
Die Fähren fahren täglich. Der Hafen Paloukia-Perama wird als einziger von Montag bis Sonntag alle 15 Minuten bzw. nachts alle 60 Minuten befahren. Die Fahrt dauert 15 Minuten.

## Militär

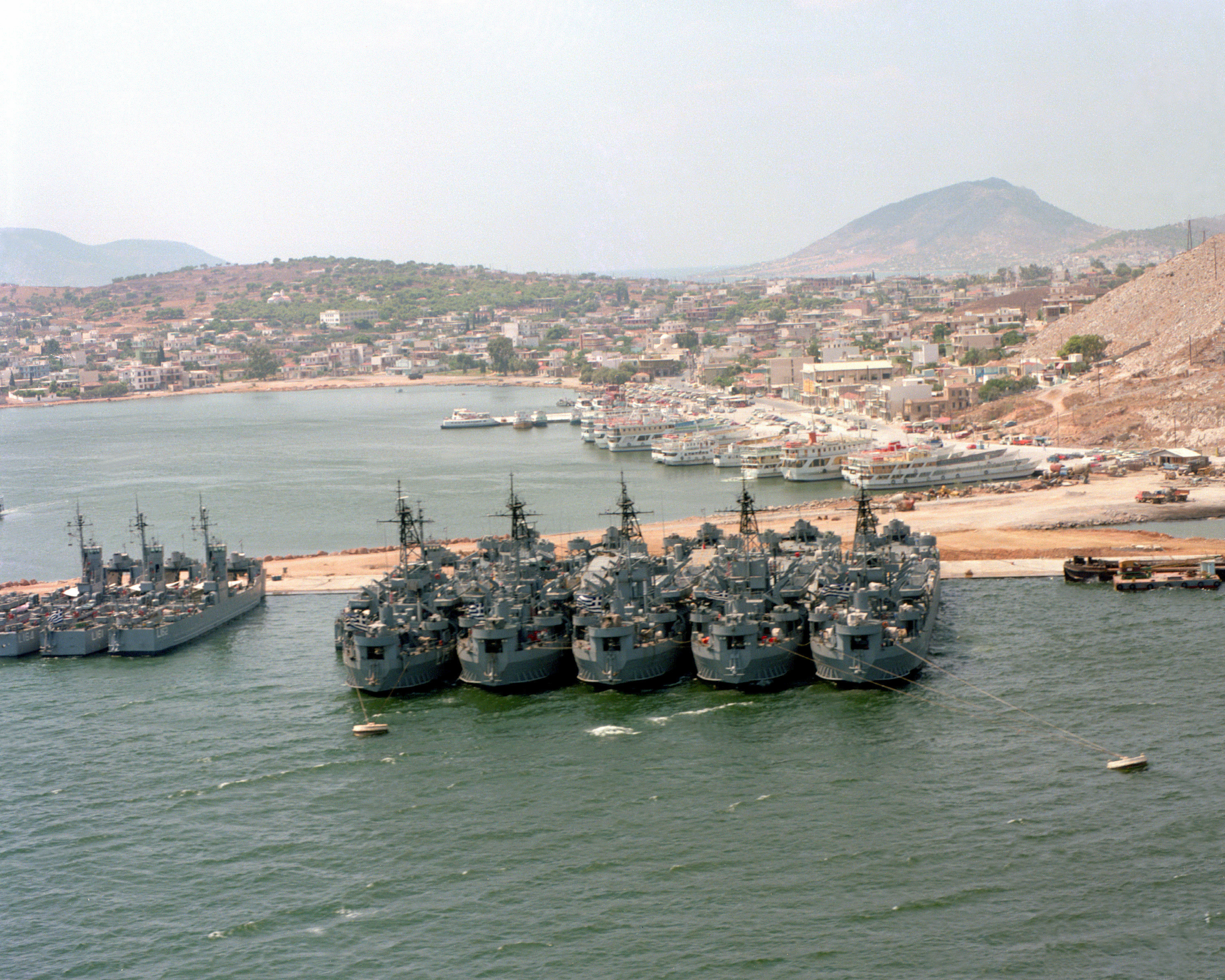
Die Salamis Naval Base 1979

In Paloukia (griechisch: Παλούκια) im Nordosten der Insel befindet sich mit der Salamis Naval Base (griechisch: Ναύσταθμος Σαλαμίνας) der größte Stützpunkt der griechischen Marine.

## Kultur und Sehenswürdigkeiten

### Theater
Im September 1993 wurde das Euripides-Theater bei Salamina am Hügel Patris mit einer Kapazität von 3.000 Sitzplätzen eröffnet. Es dient der Aufführung von Theaterstücken, Konzerten und anderen kulturellen Ereignissen.

### Kloster Faneromeni

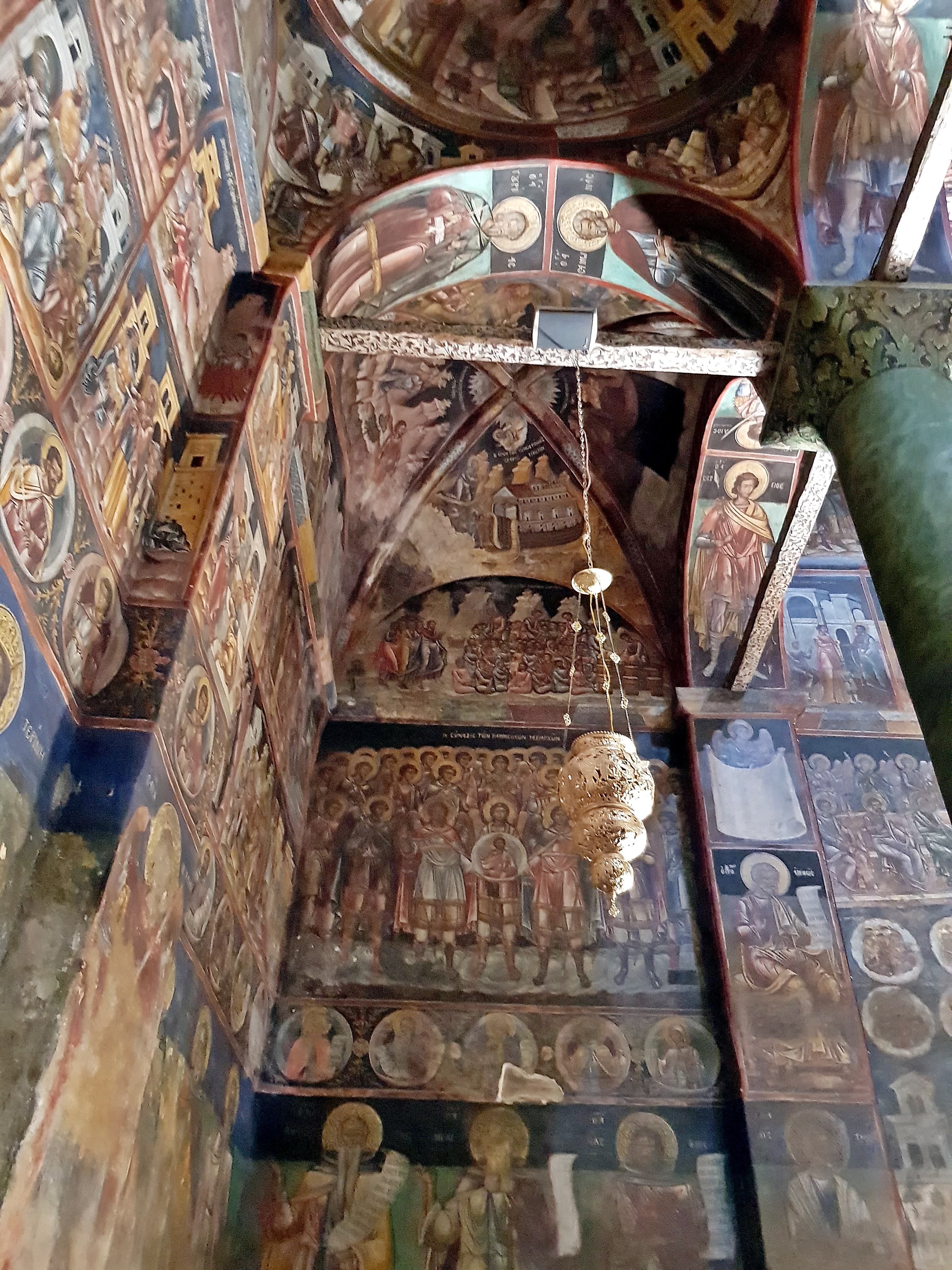
Fresken in der Klosterkirche Faneromeni auf Salamis

Das Kloster ist im nordwestlichen Teil der Insel nahe der Küste zwischen Kiefern und Olivenbäumen gelegen. Das Kloster wurde im 17. Jahrhundert vom Heiligen Laurentios (Lampros Kanelos) an der Stelle errichtet, an der eine Ikone der Muttergottes gefunden worden sein soll. Es wurde „Faneromeni“ („die Erschienene“) genannt.
Während der Griechischen Revolution 1821 suchten Frauen und Kinder im Kloster Zuflucht. Es diente als Hospital für verletzte Offiziere der griechischen Armee.
Die Fresken wurden von Lampros Kanelos im Jahre 1735 vollendet.
1944 wurde das Mönchskloster in ein Nonnenkloster umgewandelt.
Jedes Jahr am 23. August findet ein Fest statt, das meist mehrere Tage dauert, und zu dem Pilger aus aller Welt zur Verehrung der Madonna nach Faneromeni kommen.

### Folklore-Museum
Das Museum für Volkskunst und Volkskultur befindet sich seit 2000 im Rathaus von Salamina.

### Weitere Sehenswürdigkeiten
- Archäologisches Museum Salamis

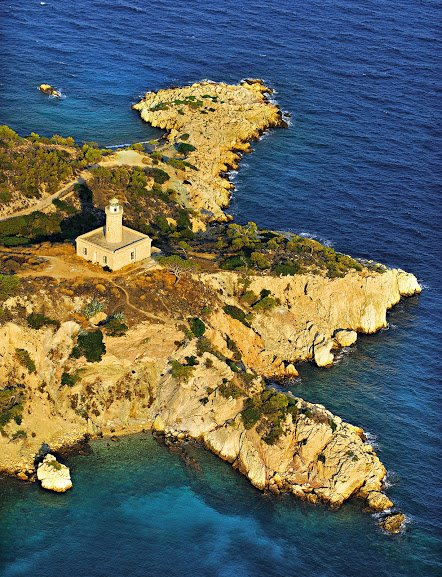
Leuchtturm bei Peristeria, erbaut 1901

- Zwei von ursprünglich zehn Windmühlen sind erhalten und überblicken die Gemeinde Salamina. Sie wurden im 19. Jahrhundert erbaut, um Weizenmehl zu mahlen.
- Profitis-Ilias-Kapelle, frühes 20. Jahrhundert, in Salamina.
- Villa Galeos, 19. Jahrhundert, in Salamina (Agios Minas).
- Agios-Minas-Kirche, erbaut 1869, in Salamina (Agios Minas).
- Agios-Dimitrios-Kirche, erbaut 1806, in Salamina.
- Kirche Agios Ioannis in Eandio aus dem 11. Jahrhundert.
- Kirche Agios Dimitrios aus dem 12. bis 14. Jahrhundert mit wiederverwendeten Bauteilen frühchristlicher Kirchen aus dem 5. und 7. bis 11. Jahrhundert.
- Büste von Georgios Karaiskakis, 1982 in Salamina (Vourkari).
- Agios-Georgios-Kapelle, erbaut um 1250.
- Höhle des Euripides, 450 v. Chr., nahe Peristeria.
- Steinerner Leuchtturm Akra Konchi, 1901 bei Peristeria.
- Rundes Grabmal von Kolones aus dem 4. Jahrhundert v. Chr.
- Agios-Grigoris-Kapelle, 12. Jahrhundert, bei Psili Ammos.
- Kloster Agios Nikolaos, 17. Jahrhundert, bei Kanakia.
- Agios-Ioannis-Kalyvitis-Kirche, 11. Jahrhundert, bei Kanakia.
- Landhaus von Angelos Sikelianos, erbaut 1935, bei Faneromeni.
- kleines steinernes Theater, erbaut 1990, Selinia.

### Einzelne Dörfer und Siedlungen

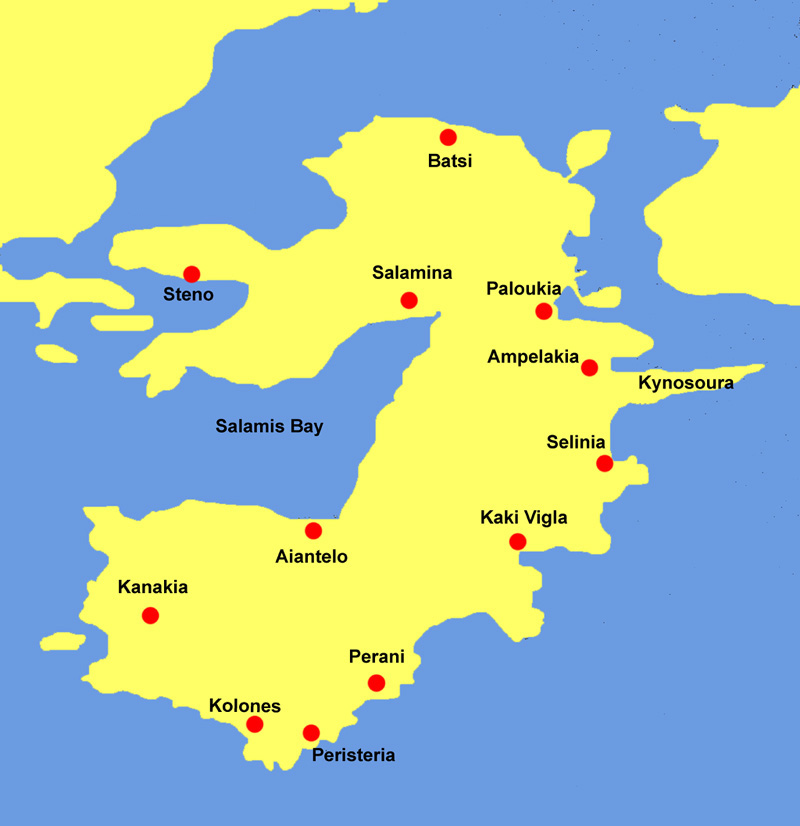
Übersichtskarte der Insel Salamis mit Lage der Orte auf der Insel

- Eandio, früher Moulki (griechisch Μούλκι), 3.606 Einwohner, ein Dorf im Südwesten, das nach Ajax benannt ist, der nach Homers Ilias König von Salamina war; mit den Kirchen Agios Ioannis aus dem 11. Jahrhundert und Agios Dimitrios aus dem 12. bis 14. Jahrhundert; beim Bau der Kirche des Agios Dimitrios wurden Bauglieder und Inschriften einer frühchristlichen Kirche aus dem 5. Jahrhundert und einer Kirche aus dem 7. bis 11. Jahrhundert wiederverwendet.[6] Aus dem 15. Jahrhundert stammt die kleine freskengeschmückte Kapelle Agios Nikolaos vier Kilometer südöstlich von Eandio.
- Kaki Vigla (‚schlechter Ausblick‘), eine kleine (236 Einwohner) Siedlung im Süden der Insel nahe Eandio, mit sauberen Stränden, Kiefern und Olivenbäumen.
- Paloukia, im Nordosten der Insel, mit einem lebendigen Hafen. Hier kommen die Fähren von Perama oder Piräus an. In der Nähe befindet sich eine Basis der griechischen Marine mit Kriegsschiffen und U-Booten.
- Batsi, eine kleine Siedlung mit 212 Einwohnern im Norden am Fuße eines kiefernbestandenen Berges.
- Agios Georgios, ein erst 1960 gegründetes Dorf.
- Peristeria, ein kleines Dorf im Südwesten 45 Kilometer von Salamina mit einem Jachthafen und sauberen Stränden. In der Nähe befindet sich die Höhle des Euripides, 450 v. Chr., sowie ein steinerner Leuchtturm, erbaut 1901.
- Psili Ammos (‚feiner Sand‘) im Nordwesten der Insel. Die Kapelle Agios Grigoris aus dem 12. Jahrhundert ist eine der ältesten Sehenswürdigkeiten der Insel.
- Steno (‚Enge‘), ein kleiner Ortsteil im Nordwesten, der Bucht von Agios Georgios benachbart und durch einen Kiefernhügel vom Kloster Faneromeni getrennt.
- Vasilika, ein größeres Dorf im Nordwesten der Insel, mit einem breiten Sandstrand.

## Persönlichkeiten
- Georgios Karaiskakis (1782–1827), Freiheitskämpfer der Griechischen Revolution, begraben auf Salamis.
- Angelos Sikelianos (1884–1951), Dichter und Dramatiker, hatte sein Landhaus nahe beim Kloster Faneromeni.
- Giorgos Papasideris (1902–1977), Sänger, Komponist und Lyriker.